# ハイロ・イリアルテ
ハイロ・アレハンドロ・イリアルテ（Jairo Alejandro Iriarte, 2001年12月15日 - ）は、ベネズエラのラ・グアイラ州ラ・グアイラ出身のプロ野球選手（投手）。右投右打。MLBのシカゴ・ホワイトソックス所属。

## 経歴

### プロ入りとパドレス傘下時代
2018年7月にアマチュア・フリーエージェントでサンディエゴ・パドレスと契約してプロ入り。
2019年、傘下のルーキー級ドミニカン・サマーリーグ・パドレスでプロデビュー。12試合（先発5試合）に登板して1勝2敗、防御率3.31、21奪三振を記録した。
2020年はCOVID-19の影響でマイナーリーグの試合が開催されなかったため、公式戦の登板は無かった。
2021年はルーキー級アリゾナ・コンプレックスリーグ・パドレスとA級レイクエルシノア・ストームでプレーし、2チーム合計で12試合（先発6試合）に登板して0勝5敗、防御率11.40、34奪三振を記録した。
2022年はA級レイクエルシノアでプレーし、21試合（先発18試合）に登板して4勝7敗、防御率5.12、109奪三振を記録した。
2023年はA級フォートウェイン・ティンキャップスとAA級サンアントニオ・ミッションズでプレーし、2チーム合計で27試合（先発21試合）に登板して3勝4敗、防御率3.49、128奪三振を記録した。オフの11月14日にメジャー契約を結んで40人枠入りした。

### ホワイトソックス時代
2024年3月13日にディラン・シースとのトレードで、スティーブン・ウィルソン、ドリュー・ソープ、サミュエル・ザバラと共にシカゴ・ホワイトソックスへ移籍した。開幕から傘下のAA級バーミングハム・バロンズでプレーし、23試合（先発22試合）に登板して5勝7敗、防御率3.71、122奪三振を記録した。9月1日にメジャー初昇格し、3日のボルチモア・オリオールズ戦でメジャーデビュー。この年メジャーでは6試合に登板して0勝1敗、防御率1.50、6奪三振を記録した。

## 投球スタイル
速球は90mph台中盤を計測し、変化球では80mph台後半のチェンジアップと80mph台中盤のスライダーを投げる。

## 詳細情報

### 年度別投手成績
| 年 度    | 球 団    | 登 板 | 先 発 | 完 投 | 完 封 | 無 四 球 | 勝 利 | 敗 戦 | セ 丨 ブ | ホ 丨 ル ド | 勝 率 | 打 者 | 投 球 回 | 被 安 打 | 被 本 塁 打 | 与 四 球 | 敬 遠 | 与 死 球 | 奪 三 振 | 暴 投 | ボ 丨 ク | 失 点 | 自 責 点 | 防 御 率 | W H I P |
| -------- | -------- | ----- | ----- | ----- | ----- | -------- | ----- | ----- | -------- | ----------- | ----- | ----- | -------- | -------- | ----------- | -------- | ----- | -------- | -------- | ----- | -------- | ----- | -------- | -------- | ------- |
| 2024     | CWS      | 6     | 0     | 0     | 0     | 0        | 0     | 1     | 0        | 0           | .000  | 30    | 6.0      | 3        | 0           | 8        | 0     | 0        | 6        | 0     | 0        | 3     | 1        | 1.50     | 1.83    |
| MLB：1年 | MLB：1年 | 6     | 0     | 0     | 0     | 0        | 0     | 1     | 0        | 0           | .000  | 30    | 6.0      | 3        | 0           | 8        | 0     | 0        | 6        | 0     | 0        | 3     | 1        | 1.50     | 1.83    |

- 2024年度シーズン終了時

### 年度別守備成績
| 年 度 | 球 団 | 投手（P） | 投手（P） | 投手（P） | 投手（P） | 投手（P） | 投手（P） |
| 年 度 | 球 団 | 試 合     | 刺 殺     | 補 殺     | 失 策     | 併 殺     | 守 備 率  |
| ----- | ----- | --------- | --------- | --------- | --------- | --------- | --------- |
| 2024  | CWS   | 6         | 1         | 0         | 0         | 0         | 1.000     |
| MLB   | MLB   | 6         | 1         | 0         | 0         | 0         | 1.000     |

- 2024年度シーズン終了時

### 背番号
- 52（2024年 - ）